# Římskokatolická farnost Studená Loučka
Římskokatolická farnost Studená Loučka je územní společenství římských katolíků v děkanátu Zábřeh s farním kostelem svaté Maří Magdalény.

## Historie farnosti
Již v první zmínce o obci z roku 1381 se mluví o místním kostele. Později je zmiňován až za třicetileté války filiální kostel k faře v Maletíně. v roce 1750 byl postaven kostel nový, při němž byla zřízena v roce 1784 kuracie, v roce 1857 povýšená na faru. Po roce 1859 byl na místě staršího kostela vybudován současný.

## Duchovní správci
Administrátorem excurrendo byl k prosinci 2016 R. D. Mgr. Ing. Petr Šimara. Toho od července 2017 vystřídal R. D. Petr Souček.

## Bohoslužby
| Kostel               | Místo          | Bohoslužba (den) | Hodina | Poznámka     |
| -------------------- | -------------- | ---------------- | ------ | ------------ |
| svaté Maří Magdalény | Studená Loučka | neděle           | 11.15  | farní kostel |

## Aktivity farnosti
Každoročně se ve farnosti koná tříkrálová sbírka, v roce 2016 se při ní vybralo ve Studené Loučce 6 561 korun.
Pro farnost, stejně jako další farnosti děkanátu Zábřeh vychází každý týden Farní informace.